# Lukovo (Svrljig)
Pour les articles homonymes, voir Lukovo.
Lukovo (en serbe cyrillique : Луково) est un village de Serbie situé dans la municipalité de Svrljig, district de Nišava. Au recensement de 2011, il comptait 158 habitants.

## Démographie
| 1948  | 1953  | 1961  | 1971 | 1981 | 1991 | 2002 | 2011 |
| ----- | ----- | ----- | ---- | ---- | ---- | ---- | ---- |
| 1 149 | 1 137 | 1 049 | 931  | 738  | 414  | 277  | 158  |

|  |